# Marcolino Gomes Candau
Marcolino Gomes Candau, né le 30 mai 1911 à Rio de Janeiro (Brésil) et mort le 23 janvier 1983 à Genève (Suisse), est un médecin brésilien. Il est directeur général de l'Organisation mondiale de la Santé (OMS) entre 1953 et 1973.

## Biographie
Il étudie à la faculté de médecine de l'université d'État de Rio de Janeiro puis travaille au ministère de la Santé avant de suivre une maîtrise en santé publique à l'université Johns-Hopkins.
Il retourne ensuite au Brésil au ministère de la Santé et rejoint en 1950 l'Organisation mondiale de la Santé (OMS) à Genève, comme directeur du département Amériques. Un an plus tard, il est nommé sous-directeur général chargé des services consultatifs. En 1952, il déménage à Washington (district de Columbia), à la suite de sa nomination comme directeur adjoint du Bureau sanitaire panaméricain, le Bureau régional de l'OMS des Amériques. En 1953, il est élu à la tête de l'OMS, à l'âge de 42 ans, devenant son deuxième directeur général. Il est réélu en 1958, 1963 et 1968, occupant ce poste jusqu'en 1973.
En 1963, il reçoit un doctorat honoris causa du Bates College.